# ویکی‌پدیای روسی
ویکی‌پدیای روسی (به روسی: Русская Википедия) نسخهٔ روسی وبگاه ویکی‌پدیا است و در ۲۰ مهٔ ۲۰۰۱ ایجاد شده‌است و در ۱۶ اوت ۲۰۰۶ به ۱۰۰٬۰۰۰ مقاله رسید.
تا ۸ ژانویهٔ ۲۰۱۲، این دانشنامه با بیش از ۸۰۶٬۰۰۰ مقاله در ردهٔ هشتم زبان‌های ویکی‌پدیاها قرار داشت.
تا تاریخ ۷ اکتبر ۲۰۱۲ نیز، این دانشنامه با بیش از ۹۱۱٬۰۰۰ مقاله در رتبهٔ هشتم ویکی‌پدیاها قرار داشت.
ویکی‌پدیای روسی، هم‌اکنون ۲۳ مارس ۲۰۲۵ میلادی، تعداد ۳٬۷۲۴٬۷۳۱ کاربرِ ثبت‌نام‌کرده، ۶۶ مدیر، و ۲٬۰۳۵٬۴۷۱ مقاله دارد.